# Omroep ZWART

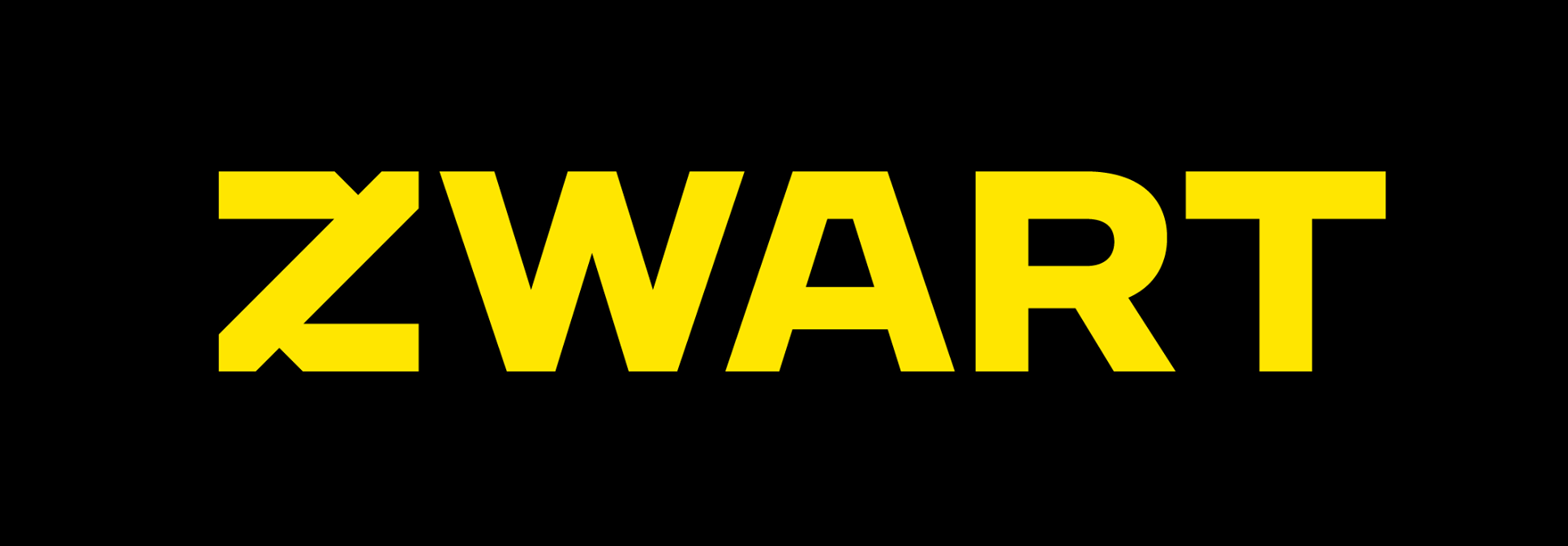
Logo des ZWART

Omroep ZWART (Rundfunk SCHWARZ) ist ein niederländischer Öffentlich-rechtlicher Rundfunkverein, mit Erstsendung am 1. Januar 2022.
Initiatoren waren der Rapper Akwasi (vollständig: Akwasi Owusu-Ansah) und der Filmregisseur Gianni Grot. Am 31. März 2021 wurde bekannt, dass die erforderliche Mindestmitgliederzahl von 50.000 Personen erreicht wurde, welche im niederländischen Rundfunksystem gesetzliche Vorbedingung ist um als Anwärter („Aspirant-omroep“ bzw. „voorlopige erkenning“ nach Artikel 2.26 des niederländischen Mediengesetzes von 2008) in selbem mitzuwirken.
Ziel des Senders ist es, inklusive Sendungen für und mit allen Menschen zu machen, unabhängig von Hautfarbe, Vorliebe, Herkunft, Orientierung, Hintergrund oder Behinderung.
Ein neuer Rundfunkverein, zumal geringer Größe, muss aufgrund der gesetzlichen Vorgaben zunächst mit einem etablierten Sender zusammenarbeiten. Die Macher von ZWART entschieden sich hier für die BNNVARA.

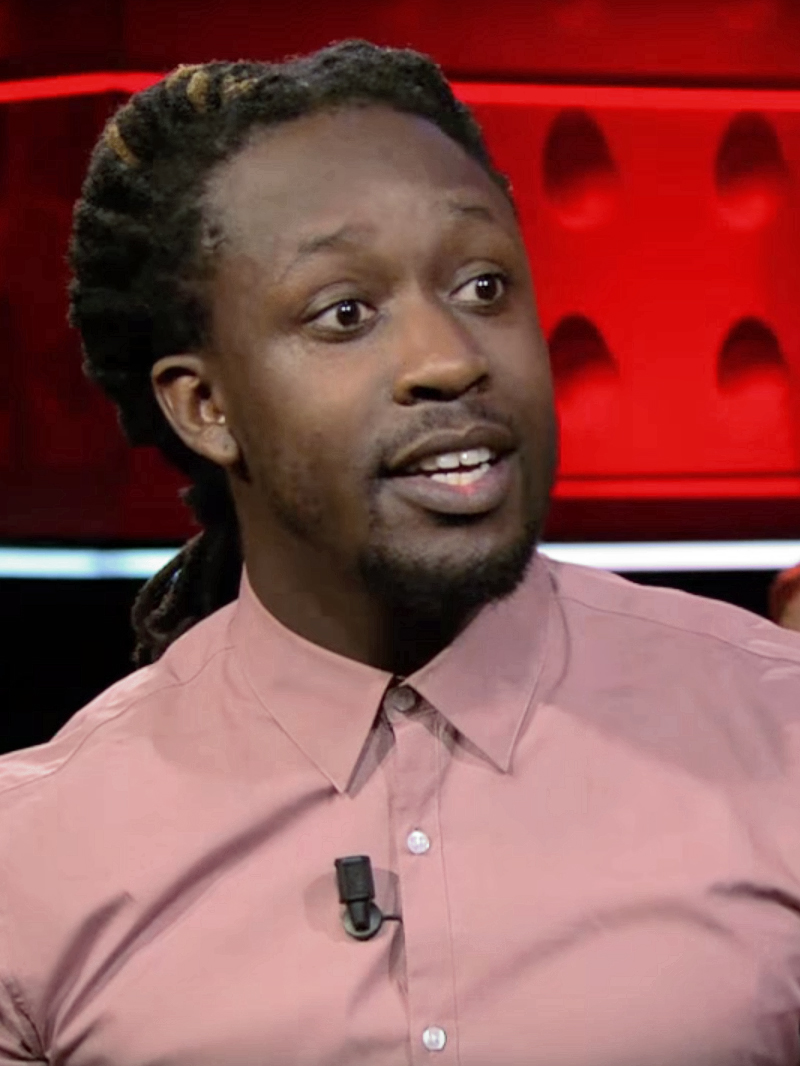
Der Initiator Akwasi Owusu-Ansah (2017)

## Vorläufige Anerkennung als Rundfunk
Im Juli 2021 wurde bekannt, dass ZWART ab 2022 als Aspiranten-Rundfunk anerkannt wird und auch Sendezeit erhält. Minister Arie Slob folgte mit diesem Beschluss der gemeinsamen Empfehlung des Nederlandse Publieke Omroep (NPO), dem Raad voor Cultuur und dem Commissariaat voor de Media. Diese Anerkennung gilt vorerst bis 2026. Zusammen mit diesem Beschluss erhielt auch ein anderer Rundfunkverein, Ongehoord Nederland (ON!), seine vorläufige Zulassung. Eine erste lange Sendung wurde bereits im November 2021 von ZWART online gestellt.

## Sendungen
Seit Anfang 2022 sendet ZWART an zwei Abenden in der Woche über NPO 1 aus und hat auch eine feste Rubrik in einer Sendung auf NPO Radio 2.

## Moderatoren
Die Moderation (zurzeit drei Sprecher Stand März 2022) erfolgt, analog der Ausrichtung des Senders, ausschließlich durch Niederländer mit Migrationshintergrund.

## Kritik
Der Initiator Akwasi wurde für sein Vorgehen bei einer Demonstration der Black-Lives-Matter-Bewegung auf dem zentralen Amsterdamer Dam kritisiert. Seine hier in freier Rede verkündete Absicht dem Zwarte Piet „höchstpersönlich ins Gesicht zu treten“, und weitere Aussagen wie „der motherfucking Zwarte Piet, der bald zu seiner Hurenmutter zurückkehren wird“ stießen neben Beschimpfungen der Polizei („Fuck the Police“) auf Unmut. Er sagte später, dass er weiter „zu 100 Prozent“ hinter diesen Aussagen stehe, fühle sich daher zu Unrecht kritisiert und rechtfertigte sich damit, dass es doch seine Sprache eines „Wortkünstlers“ sei.
Als der Journalist Hans van der Steeg für die Sendung Dit is de Dag für den Evangelische Omroep Akwasi in einem Interview mit dieser kontroversen Rede konfrontierte, brach Akwasi das Interview ab, nahm das Notebook des Technikers und einen Augenblick später auch den des Interviewers und ging mit den beiden Geräten davon. Einige Zeit später zwang er Van der Steeg die Aufzeichnung des Interviews zu löschen und drohte im Weigerungsfall die Inhalte der beiden Computer gleich vollständig zu löschen (formatieren). Van der Steeg stimmte dem zu, jedoch weil das Versprechen unter Zwang abgegeben wurde, wurde ein Backup verwendet, um das (abgebrochene) Interview doch zu senden.
Der Sender ZWART distanzierte sich von diesem Vorgehen ihres Gründers und nannte das Verhalten „nicht im Einklang mit ihrer Mission“. Akwasi, welcher sich für sein einschüchterndes Verhalten bei den EO-Journalisten schriftlich entschuldigte, bot zudem an, seine mitwirkende Position bei ZWART zu überdenken.